# Програма (Аніматриця)
Програма — епізод фільму «Аніматриця», написаний братами Вачовські та відзнятий режисером Ватанабе Сін'ітіро, анімація та дизайн постановки — Studio 4°C, Токіо.
Малюк відкрив правду про Матрицю та увійшов у реальний світ.

## Зміст
Ціс бере участь у її улюбленій симуляції, встановленій в часі феодальної Японії. Після успішної ліквідації ворога з'являється одинокий самурай, якого Ціс визнає Дуо. Спочатку вони поєднувалися як союзники, перевіряючи бойові здібності. Під час дуелі Duo ненадовго роззброює Ціс. Він ставить під сумнів її зосередженість і гадає, чи не шкодує вона про вживання Червоної таблетки. Вони продовжують битися, поки вона не здолає Дуо.
В цей момент Дуо заявляє, що йому є що сказати. Він визнає бажання повернутися до Матриці. Дуо, що реальність сувора і що він втомився від неї. Він додає, що Машини можуть змусити їх обох забути правду.
Потім Дуо заявляє, що він вивів з ладу або вбив інших членів екіпажу та зв'язався з Машинами. Він просить Ціс повернутися з ним до Матриці, але вона продовжує відмовляти. Оскільки Дуо стає більш агресивним у своїх аргументах за повернення, Ціс намагається втекти, одночасно захищаючи його напади.
Стаючи дедалі дискомфортнішою в ситуації, Ціс просить оператора, щоб вийти з моделювання. Дуо каже їй, що її ніхто не чує, і повторює, що «це вже зроблено; машини в дорозі». Після цього їхні бої стають набагато серйознішими та сильнішими, коли вони переходять з даху на дах.
Дуо, летячим стрибком, атакує її зверху своїм мечем. Коли клинок наближається до неї, Ціс, стоячи на землі, концентрується і зупиняє рух вперед у сантиметрах від її обличчя і ламає його. Вона бере зламаний кінець леза і суне його в Дуо. Дуо заявляє про свою любов до неї, коли він вмирає.
Раптом вона прокидається від програми і виявляє, що зустріч з Дуо була тестовою програмою, розробленою для навчальних цілей. Чоловік на ім'я «Кайзер» (Джон ДіМаджо) безуспішно запевняє її в тому, що вона діяла належним чином під час випробування та виконала цілі випробування. Явно засмучена, вона б'є його по обличчю і відходить. Він зауважує, що крім удару по обличчю, Ціс пройшла тест.

## Озвучували
- Геді Барресс
- Філ Ламарр
- Джон ДіМаджіо
- Каго Кода
- Тосіюкі Морікава